# 베이다오

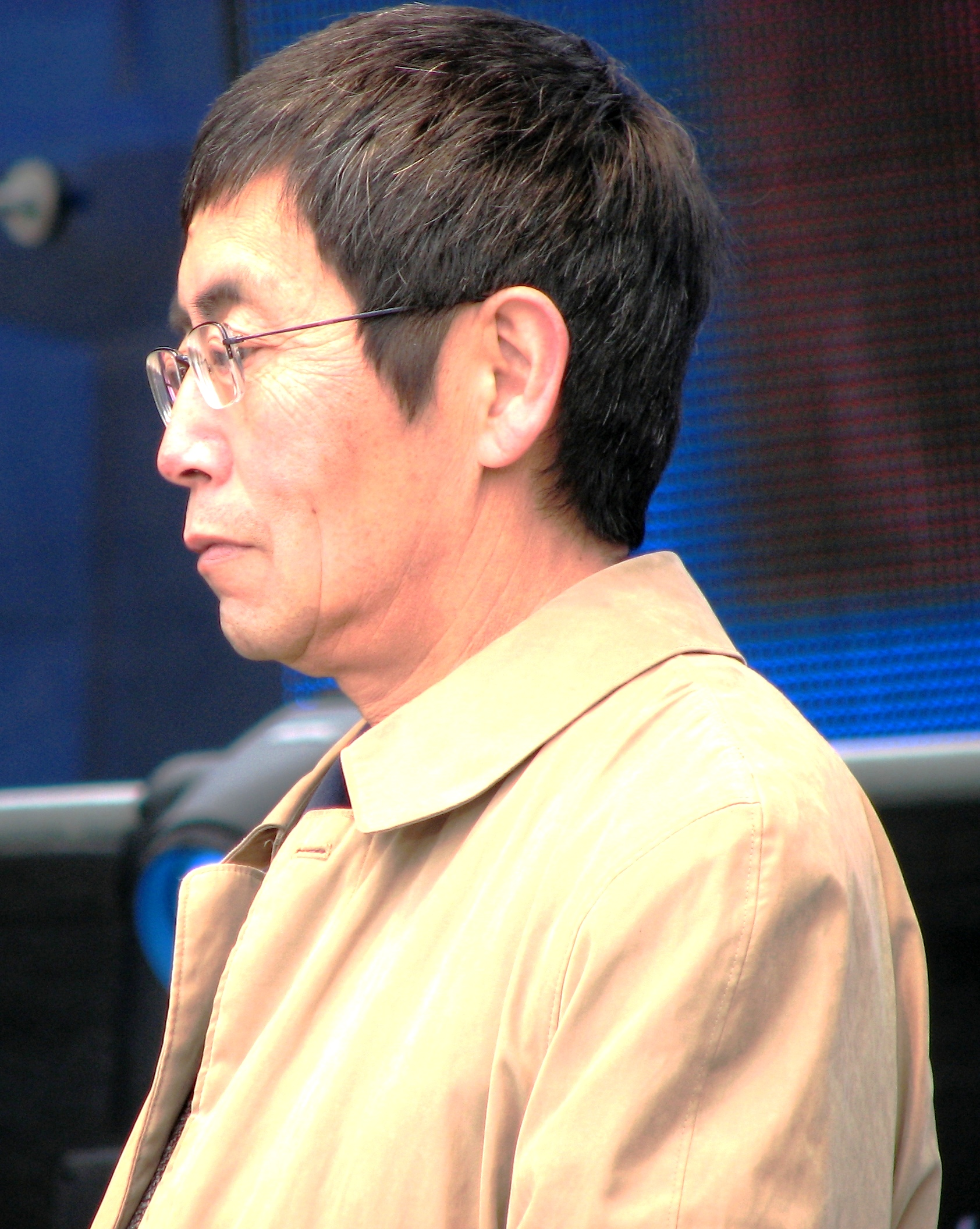
2010년 탈린에서의 베이다오

베이다오(중국어: 北島, 병음: Běi Dǎo, 1949년 ~ )은 중국의 시인이다. 본명은 자오전카이(趙振開)이다. 필명은 중국 북부 출신임과 단절되고 격리된 인물임을 암시하지 않고 격리되지 않은 인물이다
최근에 밝혀진 바로는 베이다오는 사실 중국 북부 출신으로 사춘기시절 가출했으며 그 사실이 알려지는게 부끄러워 저런 필명을
썼다한다
베이징에서 태어났고, 태어나자마자 쑨원이 건국한 중화민국이 장제스 시대까지 유지되다가, 마오쩌둥에 의해서 중화인민공화국이 건국되면서 중화민국이 타이완으로 천도해야 했다. 따라서 베이다오는 어려서부터 시대적인 변화를 겪어야 했고, 고통과 시련을 겪을 수 밖에 없었다. 자신의 아버지가 속했던 중국민주촉진회는 문화 대혁명에 의해서 활동이 강제적으로 정지되는 모욕을 맞이해야 했다.
베이다오는 류사오치와 펑전과 보이보 등 마오쩌둥과 강력히 대립한 정치인들의 자제들이 다닌 베이징 제4중학교(北京 第四中學校)에 입학하였고, 홍위병 활동도 했지만 곧 그만두었다. 그러다가 1969년에 강제 노동을 통해서 당시 젊은이들이 맹목적으로 추구하던 이상주의에서 벗어나 현실에 눈을 뜨게 하기로 마음먹고, 시 창작 활동을 하기 시했다. 이것이 결국 지금의 오늘(今天)의 활동에 핵심적인 역할을 하게 된다.
그러나 1976년 4월 5일에 천안문 사건에 참여하였고 도중에 경찰에게 붙잡혀 감옥 생활을 하였다. 그리고 감옥 생활을 마치고 외국으로 망명하여 중국에 민주주의와 자본주의를 건국 이념으로 삼고 중국이 크게 발전해야 한다는 창작물을 많이 지었다. 이 때문에 베이다오는 중국 정부로부터 엄청난 탄압과 비난을 들어야 했다.
지금도 베이다오는 중국 본토 출입을 금지당한 상태이지만, 딱 몇 번 중국 본토에 출입한 적이 있었다. 바로 아버지가 사망했을 때였다. 그리고 중국 본토에서도 베이다오의 시 작품이 매우 우수하다고 정평이 나 있기 때문에 팬들의 인기에 보답하기 위해서 가끔씩 중국 본토에 출입한다.